# Joseph Givard
Joseph Givard (Herstal, 7 mei 1923 - ?, 29 augustus 1981) was een Belgisch voetballer die speelde als middenvelder. Hij voetbalde in de Eerste klasse bij Standard Luik en speelde acht interlandwedstrijden in het Belgisch voetbalelftal.

## Loopbaan
Givard debuteerde in 1941 in het eerste elftal van AS Herstalienne, dat op dat moment in de provinciale reeksen speelde. Hij verwierf er al snel een basisplaats. De Belgische competitie lag deels stil door het uitbreken van de Tweede Wereldoorlog, maar Herstal slaagde er toch in om in 1942 te promoveren naar de Derde klasse. Na de oorlog eindigde Herstal steevast in de top van de rangschikking: in 1947 werd het derde, in 1948 eindigde de ploeg op de tweede plaats en in 1949 werd Herstal kampioen en kon zo promoveren naar de Tweede klasse.
In de Tweede klasse ontpopte Givard zich tot een vlotte scoorder en hij werd in 1951 voor de eerste maal geselecteerd voor het Belgisch voetbalelftal. Uitkomend voor toenmalig Tweedeklasser Herstal speelde Givard drie wedstrijden en scoorde hierbij één doelpunt, in 1951 in een uitwedstrijd in Portugal.
Herstal kon zich handhaven in de Tweede klasse tot in 1952, het moment dat de Belgische voetbalcompetitie hervormd werd. Ondanks een twaalfdee plaats diende Herstal te degraderen naar de Derde klasse.
Givard trok op dat moment naar toenmalig Eersteklasser Standard Luik. Met Standard won hij de Beker van België in 1954. In de finalewedstrijd tegen Racing Mechelen scoorde Givard een doelpunt. Tot in 1957 werd Givard nog regelmatig opgeroepen voor de nationale ploeg. In totaal werd hij tienmaal geselecteerd en speelde hij acht wedstrijden in het Belgisch voetbalelftal. In 1958 werd de loopbaan van Givard nog bekroond met de landstitel. Givard bleef nog bij Standard spelen tot in 1960 en zette op dat moment een punt achter zijn spelerscarrière op het hoogste niveau. In totaal speelde hij 156 wedstrijden in de Eerste klasse en scoorde hierbij 64 doelpunten.
Givard speelde nadien nog één seizoen voor zijn oorspronkelijke club, AS Herstalienne, dat inmiddels in de Vierde klasse voetbalde. De ploeg behaalde een tweede plaats achter RAEC Mons en Givard zette op dat moment een punt achter zijn voetbalcarrière.